# 니시하타 다이고
니시하타 다이고（西畑大吾, 1997년 1월 9일 ~ ）는, 일본의 배우, 아이돌이다. 오사카부 출신. STARTO ENTERTAINMENT 소속. 칸사이 쟈니즈 Jr.의 멤버로 활동하면서, NHK의 연속 텔레비전 소설 잘 먹었습니다 『ごちそうさん』 (2013년의 TV드라마)에 출연한 이래 배우로도 활동한다.

## 내력
2011년 4월 3일에 행해진 야마시타 토모히사의 아시아투어, TOMOHISA YAMASHITA ASIA TOUR 2011 SUPER GOOD SUPER BAD의 오사카죠홀을 회장으로한 오디션을 받고 쟈니즈 사무소에 입소. 같은 오디션을 받은 칸사이 쟈니즈 Jr.의 나가세 렌, 마사카도 요시노리, 요시노 이오리, 시라모토 쇼타와 함께 A에소년(Aぇ少年)을 결성.
2012년 8월 4일부터 27일, 오사카 쇼치쿠좌에서 행해진 칸사이 쟈니즈 Jr.가 출연하는 무대 '소년들 (少年たち) 창살 없는 감옥'에서 후지이의 동생역으로 출연(나가세 등과 복수 멤버로 로테이션 출연).
이 무대에서 나가세 렌, 오오니시 류세이와 나니와황자(なにわ皇子)를 결성해 처음 선 보였다.
2014년 1월 NHK의 연속 텔레비전 소설 잘 먹었습니다 『ごちそうさん』에, 안(杏)이 연기하는 주인공의 차남 '카츠오' 역으로 텔레비전 드라마 첫 출연하였고, 이 작품으로 연기력이 높다는 평가를 받았다.
2014년 9월 8일부터 30일 오사카의 우메다예술극장, 같은 해 10월 8일부터 31일 후쿠오카의 하카타좌에서 열린 무대 Endless SHOCK에 '다이고' 역으로 출연. 다른 칸사이쟈니스Jr.와 함께 출연한 작품을 제외하면 첫 무대출연이다.
2015년 6월 16일부터 19일, 오사카의 국립분라쿠극장에서 열린 무대 오늘, 집을 삽니다. 『本日、家を買います。』에 '스즈키 로미오' 역으로 출연. 쟈니즈 이외 외부의 무대는 최초이다.
2016년 2월 NHK의 연속 텔레비전 소설 아침이 온다 『あさが来た』에, 미야자키 아오이가 연기하는 '마유야마 하츠'의 차남 '요노스케' 역으로 2년 만에 텔레비전 드라마에 다시 출연. 연속 텔레비전 소설에 두번 출연한 쟈니즈 사무소 소속 탤런트는 元오토코구미의 타카하시 카즈야 이후 두번째이며 현재 소속된 탤런트에서는 니시하타뿐이다.

## 출연

### 드라마
- 연속 텔레비전 소설
  - 잘 먹었습니다 『ごちそうさん』（2014년 1월 27일 ~, NHK）- 니시카도 카츠오 (西門 活男) 역
  - 아침이 온다 『あさが来た』（2016년 2월 3일 ~, NHK）‐ 마유야마 요노스케 (眉山 養之助) 역
- 야마다 타이치 드라마스페셜 5년째 혼자 『五年目のひとり』（2016년 11월 19일, テレビ朝日） - 마츠나가 신야 (松永 晋也) 역[3]

### 영화
- 칸사이쟈니즈Jr.의 메자세♪드림스테이지! 『関西ジャニーズJr.の目指せ♪ドリームステージ！』（2016년 4월 16일, 쇼치쿠) - 주연, 미즈카미 후타 (水上 風太) 역[4]
- P와 여고생 『PとJK』 (2017년 3월 25일, 쇼치쿠) - 나가쿠라 지로 (永倉 二郎) 역[5]
- 칸사이쟈니즈Jr.의 오와라이 스타탄생! 『関西ジャニーズJr.のお笑いスター誕生！』 (2017년 8월 26일, 쇼치쿠) - 주연, 타카하마 유스케 (高浜 優輔) 역[6] 타카하마 유스케 역
- 라스트레시피 ~기린의 혀의 기억~ 『ラストレシピ〜麒麟の舌の記憶〜』 (2017년 11월 공개예정, 토호) - 카마타 쇼타로 (鎌田 正太郎) 역
- 기괴도 『忌怪島』 (2023년 6월 16일, 토에이) - 카타오카 토모히코 (片岡智彦) 역

### 버라이어티
- 마이도쟈니 (まいど!ジャーニィ〜)（2012년 10월 3일 ~ , BS후지）
- 지모티 애정맵, 민나스키야넹! (じもてぃ愛情マップ　みんな すきやねん！) (2016년 4월 10일 ~ 2017년 4월 2일, NHK)
- 마치켄 산죠! ~당신의 거리의 재미있는 검정~ (まちけん参上！～あなたの街のおもしろ検定～) (2017년 4월 9일 ~ , NHK)

### 무대
- 소년들 창살없는 감옥 (2012년 8월 4일 ~ 8월 27일, 쇼치쿠좌)
- ANOTHER（2013년 8월 3일 ~ 8일 27일, 쇼치쿠좌）
- Endless SHOCK（2014년 9월 8일 ~ 9월 30일, 우메다예술극장 / 10월 8일 ~ 10월 31일, 하타카좌) - 다이고 (ダイゴ) 역
- 오늘, 집을 삽니다.（2015년 6월 16일 ~ 6월 18일,국립분락극장) - 스즈키 로미오 (鈴木 路未央) 역
- 소년들 세계의 꿈이・・・ 전쟁을 모르는 아이들（2015년 8월 2일 ~ 8월 26일, 쇼치쿠좌 / 9월 4일 ~ 9월 28일, 닛세이극장) - 니시하타와 미래의 간수장의 2역
- ANOTHER & Summer Show（2016년 8월 2일 ~ 8월 26일, 쇼치쿠좌) - 다이고와 섬의 장로의 2역
- JOHNNYS' Future WORLD（2016년 10월 8일 ~ 10월 25일, 우메다예술극장)
- 동(SixTONES)×서(칸사이쟈니즈Jr.) SHOW합전（2017년 2월 18일 ~ 26일, 신바시연무장)
- 소년들 南の島に雪は降る（2017년 8월 2일 ~ 8월 27일, 쇼치쿠좌）

### 콘서트
- 칸사이쟈니즈Jr. 『X'mas 콘서트 2011』（2011년 12일 3일 ~ 12월 25일, 오사카 쇼치쿠좌）Aぇ少年
- 칸사이쟈니즈Jr. 『봄방학스페셜콘서트 2012』（2012년 3일 24일 ~ 4월 5일, 오사카 쇼치쿠좌）Aぇ少年
- 칸사이쟈니즈Jr. 『X'mas 콘서트 2012』（2012년 12월 2일 ~ 12월 25일, 오사카 쇼치쿠좌）나니와오지
- 칸사이쟈니즈Jr. 『봄방학스페셜콘서트 2013』（2013년 3월 5일 ~ 3월 27일, 오사카 쇼치쿠좌）나니와오지
- 칸사이쟈니즈Jr. 『X'mas 콘서트 2013』（2013년 12월 1일 ~ 12월 25일, 오사카 쇼치쿠좌）출연은 12/1,24,25 스페셜버전과 12/13~16 Kin Kan & 나니와오지
- 칸사이쟈니즈Jr. 『봄방학스페셜콘서트 2014』（2014년 3월 1일 ~ 3월 25일, 오사카 쇼치쿠좌）
- 칸사이쟈니즈Jr. 『X'mas Show 2014』（2014년 11월 30일 ~ 12월 25일, 오사카 쇼치쿠좌）
- 칸사이쟈니즈Jr. 『봄방학스페셜 show 2015』（2015년 3월 21일 - 3월 31일, 오사카 쇼치쿠좌）
- 칸사이쟈니즈Jr. 『X'mas Show 2015』（2015년 11월 29일 ~ 12월 25일, 오사카 쇼치쿠좌）
- 칸사이쟈니즈Jr. 『봄방학스페셜 show 2016』（2016년 3월 31일 ~ 4월 11일, 오사카 쇼치쿠좌）
- 칸사이쟈니즈Jr. 『X'mas Show 2016』（2016년 11월 30일 ~ 12월 25일, 오사카 쇼치쿠좌）
- 칸사이쟈니즈Jr. 『칸사이쟈니즈Jr. 봄의 SHOW합전』（2017년 3월 4일 ~ 3월 28일, 오사카 쇼치쿠좌）
- 칸사이쟈니즈Jr. 『X'mas Show 2017』（2017년 12월 1일 ~ 12월 25일, 오사카 쇼치쿠좌）

### 출연 광고(CM)
- 닛신 오일리오 그룹 「선도의 오일시리즈(鮮度のオイルシリーズ)」（2017년 5월 ~ ）[7]

### 뮤직비디오
- Sexy Zone
  - 「Sexy Summerに雪が降る」（2012년）
  - 「Real Sexy!/BAD BOYS」（2013년, 쟈켓사진만 참가）